# Büchlhof

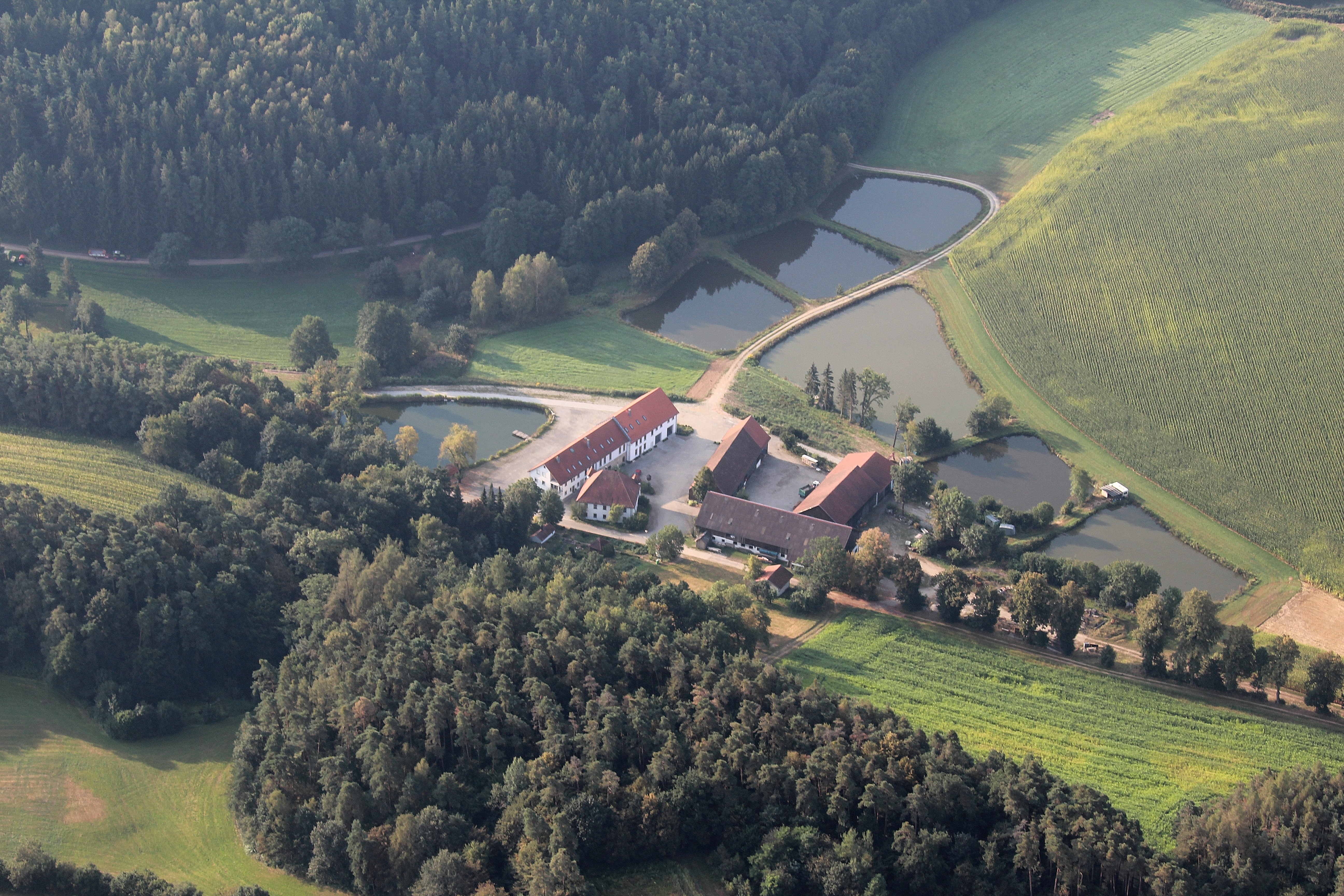
Büchlhof (2016)

Büchlhof ist ein Ortsteil der Stadt  Neunburg vorm Wald im Landkreis Schwandorf in Bayern.

## Geographie
Büchlhof liegt circa zwölf Kilometer westlich von Neunburg vorm Wald am Fuß des 453 Meter hohen Büchlberges nahe der Staatsstraße 2151, die Neunburg vorm Wald mit der A 93 in Schwarzenfeld verbindet.

## Geschichte
Der Büchlhof (auch: Puchelgroub (1326), Bichl (1499), Piechlhof (1762), Biechl (1783)) wurde im Herzogsurbar von 1326 erstmals als Vogtei über vier Höfe erwähnt.
Im Saalbuch von 1499 tauchte er als geldzinspflichtig auf. 1762 wurde der Büchlhof im Herdstättenbescheid mit einem Anwesen, einem Nebengebäude, drei Einwohnern, darunter ein Tagwerker und ein Hüter, und drei Herdstätten aufgeführt. Er gehörte zum äußeren Amt der Stadt Neunburg und zahlte den Zehnt an das Kloster Schwarzhofen.
1783 war der Büchlhof eine Einöde, die zum Landgericht Neunburg gehörte.
Anfang des 19. Jahrhunderts gehörte Büchlhof zum Steuerdistrikt Kemnath.
1809 hatte Büchlhof 12 Einwohner und gehörte zur Pfarrei Kemnath.
Mit der Bildung der Ruralgemeinden 1818 wurde Büchlhof Teil der Ruralgemeinde Kemnath. Büchlhof tauchte in der Aufstellung für Kemnath zweimal auf, einmal als Weiler mit zwei Familien und daneben als Einöde mit einer Familie. Ob es sich bei dieser Einöde bereits um das später erwähnte Neuhäusl handelte, ist unklar, liegt aber nahe.
Am 23. März 1913 war Büchlhof Teil der Pfarrei Kemnath bei Fuhrn, bestand aus einem Haus und zählte 15 Einwohner.
Am 31. Dezember 1990 hatte Büchlhof zwei Einwohner und gehörte zur Pfarrei Kemnath bei Fuhrn.
Siehe auch: Liste der Baudenkmäler in Neunburg vorm Wald, Abschnitt Büchlhof